# Antonio Carmona
Antonio Carmona Amaya (Granada, 21 de mayo de 1965) es un cantante gitano de flamenco español. Es miembro del grupo musical español de flamenco-fusión Ketama junto a su hermano, Juan José Carmona Amaya "El Camborio" (1960), y su primo, José Miguel Carmona Niño "Josemi" (1971).

## Biografía
Antonio Carmona pertenece a una destacada dinastía gitana flamenca iniciada por su bisabuelo, "Habichuela el Viejo". Es nieto de José Carmona, hijo del guitarrista flamenco Juan Habichuela (1933-2016) y sobrino del también guitarrista Pepe Habichuela (1944) y de Carlos y Luis Carmona, también músicos de flamenco. Su sobrino Juan Torres Fajardo "Habichuela Nieto" (1988) fue premio Bordón de Oro en el Festival del Cante de las Minas de La Unión en 2011. Su madre es Matilde Amaya (Granada, 1938).
El 4 de octubre de 2017 ingresa en el hospital "San Francisco de Asís" debido a una infección en la boca (septicemia) que se extendió hacia el resto del cuerpo tras un implante dental, tras empeorar tuvo que ser inducido a un coma. Tras la mejoría, recibe el alta el 16 de octubre de ese mismo año.

## Trayectoria
Antonio Carmona es un cantante de flamenco, uno de los más notorios representantes del "nuevo flamenco", estilo que ha desarrollado sobre todo dentro de las filas del grupo Ketama. Sin embargo, antes de llegar a este mestizaje, era ya un conocedor del flamenco puro, debido a su origen.
También ha tenido alguna experiencia cinematográfica, apareció en la película Gitano (2000), donde compartió rodaje con Joaquín Cortés, Pilar Bardem o Laetitia Casta. Fue uno de los protagonistas, junto a la actriz portuguesa María de Medeiros, en la película Go for Gold! (1997), apadrinada por Wim Wenders y dirigida por Lucien Segura. También apareció en Berlín Blues (1988) de Ricardo Franco, y tuvo una participación especial en el capítulo "Para que tú no llores" de la serie Los Simuladores versión española.
Toda su trayectoria la desarrolla integrando el grupo de flamenco fusión madrileño Ketama, compuesto por Juan Carmona Amaya, El Camborio (Granada, 1960), Antonio Carmona Amaya (Granada, 1965) y José Miguel Carmona Niño (Madrid, 1971). 
Soplaban nuevos vientos musicales en el flamenco cuando dos guitarristas que trabajaban en el tablao madrileño "Los Canasteros", el jerezano José Soto, Sorderita y el granadino Juan Carmona, El Camborio, hijo de Juan Habichuela, decidieron formar Ketama a principios de los ochenta. El grupo pretendía revisar la herencia de sus respectivas sagas flamencas, los Sordera y los Habichuela, derribando fronteras. Con Ray Heredia, hijo del bailaor Josele, como vocalista, el trío pronto se convirtió en buque insignia del sello Nuevos Medios. La propuesta de estos jóvenes flamencos traía de cabeza a la ortodoxia, al tiempo que encandilaba a la crítica musical... Y al público joven. 
La formación original cambió en 1990, cuando Antonio Carmona, hermano de El Camborio, sustituyó a Ray Heredia y su primo José Miguel Carmona reemplazó a Sorderita. El grupo ya tenía entonces a sus espaldas cuatro discos, incluyendo aquel "Songhai" (Nuevos Medios, 1988) en el que se atrevieron con la música africana. En los años sucesivos, Ketama se consolida como uno de los principales grupos del pop español. Hasta 1999, el grupo atraviesa una etapa prolífica desde el punto de vista discográfico. En 1996 escribe el tema que Televisión Española selecciona para representar a España en el Festival de la Canción de Eurovisión, ¡Ay, qué deseo! Que interpretará en Oslo Antonio Carbonell.
Tras más de veinte años de trabajo conjunto y más de un millón de discos vendidos, los hermanos Juan y Antonio Carmona y su primo Josemi decidieron darse una tregua después de una carrera en la que han quedado once discos originales y dos recopilatorios más el directo "De akí a Ketama" (Mercury, 1995). Cientos de premios y colaboraciones con los más destacados músicos de España e internacionales. 
Tras la separación de Ketama, Antonio Carmona ha emprendido su carrera en solitario con el disco Vengo venenoso, editado en 2006 por Universal Music, que cuenta con las colaboraciones de La Mala Rodríguez, Juanes o Alejandro Sanz y que presenta en gira durante 2007, con la colaboración de invitados especiales en alguno de sus conciertos como Miguel Poveda, la Mala Rodríguez o sus antiguos compañeros de Ketama: Juan y Josemi Carmona. Este álbum recibió gran acogida por parte del público consiguiendo ser Disco de oro , y Séxtuple Disco de Platino digital con el tema Para que tu no llores así en colaboración con Alejandro Sanz.
Tras el éxito de su álbum debut en solitario, Antonio Carmona regresa con un nuevo disco en 2011, De noche, formado por doce temas y con las colaboraciones de artistas como Nelly Furtado y Concha Buika.
En 2017, después de 6 años de silencio publica un nuevo disco llamado Obras son amores cuyo primer sencillo es "Mencanta".
En abril de 2021 colabora con el cantante C. Tangana en la canción "Me maten" . Este tema se lanza como parte de la serie Tiny Desk Concert, los conciertos auspiciados por la radio pública estadounidense (la NPR), y fue grabado en Casa Carvajal (Madrid).
En septiembre de 2023 colabora junto a su excompañera de Dúos increíbles, la cantante NIA, en un tema titulado Brujería. Este presenta una fusión de ritmos latinos y flamencos, y formará parte del álbum debut de la artista.

## Discografía

### ConKetama
- Ketama (Nuevos Medios, 1985)
- La pipa de Kif (Nuevos Medios, 1987)
- Songhai (Nuevos Medios, 1988)
- Y es ke me han kambiao los tiempos (Universal, 1990)
- Karma (recopilatorio) (Nuevos medios, 1990)
- Canciones hondas (recopilatorio) (Nuevos medios, 1992)
- Pa´ gente con Alma (Polygram, 1992)
- El Arte de lo invisible (Universal, 1993)
- Songhai 2 (Nuevos medios, 1994)
- De akí a Ketama (Universal, 1995)
- Konfusión (Universal, 1997)
- Sabor Ketama (recopilatorio) (Mercury Records, 1998)
- Toma Ketama! (Universal, 2000)
- Dame la mano (Universal, 2002)
- Nuevos Medios Colección (recopilatorio) (Nuevos medios, 2002)
- 20 pa' Ketama (recopilatorio) (Universal, 2004)

### En solitario
| Álbum            | Detalles                                                                | Lista | Certificación | Ventas certificadas |
| ---------------- | ----------------------------------------------------------------------- | ----- | ------------- | ------------------- |
| Vengo venenoso   | - Lanzamiento: 2006 - Discográfica: Universal Music Spain - Formato: CD | 9     | Disco de Oro  | 40 000              |
| De noche         | - Lanzamiento: 2011 - Discográfica: Universal Music Spain - Formato: CD | 10    | _             | _                   |
| Obras son amores | - Lanzamiento: 2017 - Discográfica: Universal Music Spain - Formato: CD | 3     | _             | _                   |